# Fonteno
Fonteno (lombardul: Fonté) település Olaszországban, Lombardia régióban, Bergamo megyében. Lakosainak száma 562 fő (2023. január 1.). Fonteno Endine Gaiano, Vigolo, Solto Collina, Parzanica, Monasterolo del Castello, Adrara San Rocco és Riva di Solto községekkel határos.

## Népesség
A település lakossága az elmúlt években az alábbi módon változott:
| Lakosok száma | 637  | 583  | 562  |
|               | 2017 | 2018 | 2023 |